# امستردامیس بوس
امستردامیس بوس (به هلندی: Amsterdamse Bos) یک جنگل در هلند است که در آمستل‌فین واقع شده‌است.